# 象腿幫霸凌事件
象腿幫霸凌事件，為發生於台灣新竹市的校園霸凌事件，起因於2011年3月25日在網路流傳的一部霸凌影片，由網友在網路論壇批踢踢上舉發，該部名為《新竹市高中生痛毆一名國中女生》的影片，內容為2011年3月17日所拍攝，在新竹天公壇，一群就讀新竹市私立光復高級中學的高中女生使用暴力圍毆一名跪坐在地上的他校國中女生，眾多施暴者被網友與媒體稱為「象腿幫」。施暴者的手法引發不少網友憤愾並進行人肉搜索，而得知地點在新竹市，並向教育部及警政署檢舉告發，引起媒體的大量報導，隨後網友們在網路上號召眾網友們一同掀起反霸凌活動，是為326反霸凌活動。

## 事件經過
施暴時間約發生於2011年3月17日16時50分。霸凌地點為新竹天公壇附近的早安公園，約有四、五名新竹市私立光復高級中學夜間部女學生對一名國三女學生進行肢體霸凌，以掌摑、怒罵、側摔、踹頭、踹身體、扯頭髮、燒頭髮等方式施虐。影片中對話疑似有被害者牙齒受創，及不斷以「我要打十個」、「佛山無影腳」等電影臺詞消遣受害者。紅外套女學生還疑似手持打火機燒被害者的頭髮。
3月19日，被害少女可能基於被迫，在新竹市區某飲料店簽下和解書，內容約為被害少女無條件放棄追究被霸凌施虐的事件，違約金為新臺幣十萬元。此和解書一度被霸凌者拿來向網友要求別多管閒事，但被網友質疑其真實性及法律效力，事後也被警方證實無法律效力，內容也無法確認是被害少女被脅迫寫下還是霸凌者起草後要求被害人畫押簽結。中華民國民法第79條規定，「限制行為能力人未得法定代理人之允許，所訂立之契約，須經法定代理人之承認，始生效力」；亦即上述和解內容，因無第三方法定代理人允許，所簽訂之和解書為無效。
3月25日，因霸凌影片被傳上YouTube才引起網友關注，隨後影片因暴力因素遭Youtube移除；但有許多網友早已將影片備份，紛紛再次上傳。3月25日及26日，疑是霸凌事件主謀的張女還在facebook上嗆聲「自己沒跟被害少女追討違約金，算好心了」，甚至在留言末端提到「…應該再多踹她幾腳的…」；因此引發網友撻伐，甚至將霸凌事件訊息及意見發表在總統馬英九的facebook上，引起相當大的重視，並要求事件透明化。此次網友的積極舉動震驚官方，也才讓不被重視的此事件得到新竹市政府、警方及學校等相關單位的後續關注。

## 相關第三人
- 教官指出，施暴事件原因疑似為感情因素，而施暴者則為三名光復高中夜校女學生。事發後施暴者逼迫受害女學生寫下和解書，但警方並未受理，3月23日雙方家長一同前往西門派出所才達成和解[3]。

- 至3月26號晚間，警方接受嫌疑犯網路帳號遭盜用說詞，且初步認定網友所追查出之犯罪或恐嚇資訊僅為網友間之謾罵胡扯[4]。

- 警方到3月28日為止，共傳訊七名的涉案少女到案說明，並依法將全案函送少年法庭審理。而涉案情節較重的張姓和蔡姓少女，則是移送收容輔導，另外三名夜校生也被就讀的學校新竹市私立光復高級中學處以「留校查看」的處分。對於名嘴指控的槍毒事項，警方除了對涉案人採尿檢驗之外，也組專案小組全力偵辦當中。但警方最後提及包括涉案人和被害人，對霸凌事件發生原因，都供稱是感情糾紛，卻明顯與被害少女在網誌上的聲明不符[5][6]。

## 事件後續發展
- 本案涉案人由警方訊後研以依妨害自由、強制、重傷害未遂罪嫌及少年事件處理法函送法辦，將深入調查有無黑道介入[4][7]。由霸凌者個人網站向外連結，其好友連結公然於網路上徵賣春小姐和疑似吸食毒品或飆車活動等相片，並將傷害路人視為「戰績」等等囂張行為，疑有不法集團介入[8]。

- 2011年3月27日，雙方校長於召開記者會，校長也為自己處置失當，鞠躬道歉[7]。事後新竹市長於當日出國，同日下午數百位網友不畏大雨至新竹火車站及新竹東門城簽名連署要求杜絕霸凌，並將連署書送交新竹市政府，因大部分連署網友手持廣告詞溫馨的「麥香」系列飲料，而被稱為「麥香之旅」[9]。

- 2011年3月27日晚間，新竹市警局第一分局長謝宗宏於當日2100全民開講「周日開講」call in，指出相關人都已經約談過了，是受害者監護人不願追究。事後象腿幫霸凌成員「曉西」（花名「曉西」，本名蔡惠心）Call in說，她的父母親及警方都不知道她有涉入其中[10]；讓節目主持人及來賓質疑該分局只能靠網友及媒體提供的資訊消極辦案，不明瞭當初受害者家屬不追究的原因。節目最後Call in者自稱為霸凌事件主嫌的朋友，除了說出主嫌從事色情傳播業外，也指出了主嫌的家庭（父親為服刑中之受刑人）及交友狀況，不過未能証實是否因為從事色情業被曝光而遷怒於受害少女。除了市議員林智堅質疑市長許明財不應在事件當時仍出國之外，立法委員邱毅在節目裡提到會持續關注警方後續動作，並且要求黑道份子直接找他連絡，而不是欺負善良，也提供通報管道給可能受到威脅的網友或是被害人。

- 2011年3月28日，內政部長江宜樺提到，根據新竹警方掌握的線索，「到今天早上為止，應該是沒有跟黑道幫派有直接關係。」[11]讓部分網友覺得或許警方將要淡化整個事件，而由新竹警方第一分局長謝宗宏在Call in節目上的發言證明了警方掌握的線索是既落後又消極。同日上午，邱毅在立法院司法法制委員會質詢，指出這是黑幫集團利用槍械、毒品、色情和金錢控制學生，但是全案背後是否涉及警察包庇，邱毅強烈要求徹查[12]。當日中午，內政部長江宜樺又改變說法，認為這件霸凌案不排除任何的可能[13]。中天新聞台於晚間播出播霸凌者（蔡女及出拳者）於事發後第11日出面道歉，但否認有上網回嗆網友，更堅決否認跟不法集團有關聯[14]，但隨即遭到網友舉證反駁[15]。

- 2011年3月28日晚間，被害少女小粉更新其無名網誌，解釋事件原委。小粉陳述最主要原因是有人散播謠引起蔡女（暱稱「鬼咩」）的誤解與不滿才發生此暴凌事件，也感謝網友們的關心。文中也申明對警方跟學校的抱歉，認為是自己當初因想息事寧人而造成相關單位的誤判更引起網友對相關單位的不滿。被害少女也提到不了解霸凌者背後是否有黑道或賣淫等不法集團介入，但是認為與這次的霸凌事件無關，因此文中最後提及希望網友與公權力之間不要有誤會與對立[16][17]。被害少女及霸凌者父親（黃先生）同時也call in至2100全民開講闡述該事前因後果，提到：「有一個男生亂講話…說我要對她（蔡女）怎樣。」因蔡女的誤解與不滿導致霸凌事件的發生，內容幾近一致的推翻了過往網友所得知與推測以及邱毅手上的資料[18]。但卻有網友透露，根據與小粉（花花）的聊天內容，發現意圖平息風波非她所願，她會主動打電話到政論節目，是因為怕再度受害[19]。

- 2011年3月29日，第三名加害人出面道歉，該少女哭著說雖然跟被害人不認識也沒有過節，但為了幫朋友出氣，最後還是動手痛毆對方，感到非常後悔[20]。警方改變原先傳播妹為謠傳的說法[21]，證實加害人中有一人做過傳播小姐，鎖定另外三名人士，警方會進一步去瞭解與此案的關聯[22]。立委邱毅在其facebook指出，此次參與霸凌國三女生的女學生其中有一名曾經吸食毒品、一名曾經當過傳播，而他認為，未成年少女當傳播小姐不可能是跑單幫的。更有網友大力撻伐，就算此次霸凌事件結束，黑道勢力涉入校園等問題在警方官官相護下，絕對不會有所改善[23][24][25]。

- 2011年3月30日，教育部長吳清基表示：「有霸凌、暴力行為一律送往警察機關依少年事件處理法處斷。」並表示將研議是否相關法律規定與落實現有保護[26][27]。內政部長江宜樺表示，網友打算在4月2日進行反霸凌遊行，但是集遊法規定向所屬警察機關申請遊行，必須遊行日六天前提出，如果以緊急狀況辦理，內政部就不會以六天期限的理由拒絕受理，網友可以提出申請，內政部會受理並協助處理[28][29][30]。警方專案小組連日來追查，過濾上萬筆網路留言及追查IP位址，終於找到「康叔」，其共有兩人，一是杜姓高三學生，他解釋說是「覺得大家都在討論這件案子，好像很好玩，就一起加入。」另一是大一的湯姓學生，理由是下雨天在家很無聊，「開個玩笑，鬧一下而已。」新竹市警局長張永仰表示，杜姓高中生所為已觸犯煽惑他人犯罪罪嫌，湯姓大學生所為則觸犯恐嚇公訴罪，兩者都是公訴罪，警方已將兩人移送法辦[31][32][33][34]。參與打人的七名少女採尿液檢體調查是否涉毒，送驗結果3月30日下午出爐，七名少女檢體皆呈陰性反應[35][36]。

- 2011年3月31日，內政部長江宜樺對於教育部長吳清基提出嚴重霸凌移送法辦的說法指出，以「教育為主、法律為輔」為原則，校園內因人際關係不佳所引起的，可以在校園解決的就在校園內處理，但如果涉及重度傷害等的嚴重霸凌，送警偵辦是可以理解的[37][38]。對於教育部長說法，校方和家長認為對於部分行為嚴重偏差的學生，需要公權力介入才能有嚇阻效果；但學者專家批評，此舉貽笑國際。而據媒體民調結果顯示，近五成八受訪者支持教育部長說法，認為「有效，送警有嚇阻作用」，三成二認為「沒用」[39]。

## 社會反應
- 總統馬英九對象腿幫霸凌事件表示關心，並致電教育部要求加強輔導受害者[40]。
- 總統府發言人羅智強於facebook向網友表示：「一定積極處理這個霸凌事件。」[41]
- 新竹市長許明財表示「絕不吃案」，凌晨零時在facebook回應，說明將召開緊急專案會議[42]。
- 立法委員邱毅表示如有類似事件發生可尋求其協助[43]。
- 霸凌影片剛放上網就有網友引起關注，在臉書成立粉絲團，不到兩天破了25萬網友關注[44]。
- 國立台北教育大學資訊教育系教授王富祥批評：「霸凌一律送警局，不但讓校園功能徹底喪失，也貽笑國際，根本不是教育單位該講的話，只是在互踢皮球。」[39]
- 人本教育基金會南區聯合辦公室主任張萍說道：「從未聽聞有哪個國家把霸凌學生送警的例子，難道面對霸凌事件，教育部已宣布投降，如果這樣，乾脆叫警政署長當教育部長好了。」[39]
- 全國家長團體聯盟理事長謝國清說：「動輒把霸凌者送警局，好像不是教育部長該說的話。」[39]

## 網路爭端

### 人肉搜尋
- 律師楊永芳則指出，網友若以辱罵、攻擊性字眼在網路上批評加害人，或將她的照片合成，都可能違反《刑法》誹謗或公然侮辱罪，霸凌他人的少女可提告請求損害賠償或回復名譽。並指出網友發動人肉搜索也可能違反《個人資料保護法》，受害少女可向網友提告[45]。但因為「少女」全都犯法在先，不能列入新修正之《個人資料保護法》範圍之內[46]。
- 人本教育基金會新竹分會主任李慧貞於3月30日指出，即使有40萬左右的網友支持受害者，但是否真的教會孩子正義被伸張？或是讓孩子發現原來也可以使用另外一種暴力，還是面對衝突時可以用更合理，較正向的方式去處理？她認為雙方小孩都需要被幫助[47]。

### facebook
3月30日早上十時之後，新竹霸凌事件 高中生霸凌國中女生累計40萬餘參加人數的活動遭無預警關閉。同日下午，將於4月2日舉行的「反霸凌遊行」申請通過，該活動召集人也表明有三位在台大批踢踢實業坊參予反霸凌活動事件的人，收到了軟硬兼施的「外力關注」，這次的集會也要大力推動「反河蟹」。綜藝節目《大學生了沒》某成員看完受害少女感謝網友影片後，於個人facebook上發言認為受害少女想藉此炒作當明星，要給一巴掌。事後聲稱留言遭到網友曲解，其有限度的道歉仍遭網友反彈。

## 事後評價
- 某程度上的阻嚇未來類似之霸凌事件發生。
- 某程度上的顯示出部分專業人士立場與事實情況的差異性[39]。

## 外部連結
- 新竹象腿幫-事件懶人包 （页面存档备份，存于）
- 新竹象腿幫-事件懶人包Part2-小混混吸毒+槍械照曝光
- 反霸凌創作[永久]
- 反霸凌創作 曙光 （页面存档备份，存于）有網友在徵詢詞與創作者後 開設邀請萬人演唱 反霸凌 關懷曲